# 平野雅人
平野 雅人（ひらの まさと、1975年6月11日 - ）は、神奈川県出身の元競泳選手。日本大学卒業。身長174センチメートル。

## 経歴
お風呂が嫌いだったので水泳を始める
日本大学高等学校から日本大学。所属はセントラル横浜。
1994年の世界水泳選手権、男子1500メートル自由形で6位入賞を果たし、1994年度、神奈川スポーツ賞を受賞する
1996年アトランタオリンピックに初出場し同種目で6位入賞、男子自由形で入賞するのは1964年の東京オリンピック以来32年ぶり。
大学卒業後はミキハウスに所属。
2000年シドニーオリンピックで2度目の五輪出場。日本新記録を更新したが、13位で決勝進出はならなかった。
2001年の世界水泳選手権後に引退を表明。2019年まで、母校・日本大学水泳部のコーチを務めていた。
日本選手権では400メートル自由形で1998年から3連覇、1500メートル自由形で1994年から7連覇した。
疲れやすいという理由から水泳の長距離では2ビートキックが主流だったが、平野は６ビートキックを続けるスタイルが持ち味だった。

## 著書
- 『スイミングQ&A教室　クロール編 お悩み解決』ベースボール・マガジン社、日本（原著2004/05）。ISBN 4583037872。